# Mysingsö
Mysingsö is een plaats in de gemeente Oskarshamn in het landschap Småland en de provincie Kalmar län in Zweden. De plaats heeft 398 inwoners (2005) en een oppervlakte van 31 hectare.